# Nanton (Saône-et-Loire)
Nanton település Franciaországban, Saône-et-Loire megyében. Lakosainak száma 654 fő (2022. január 1.). Nanton Montceaux-Ragny, La Chapelle-de-Bragny, Étrigny, Jugy, Laives, Lalheue, Mancey és Vers községekkel határos.

## Népesség
A település népességének változása:
| Lakosok száma | 629  | 633  | 646  | 634  | 635  | 631  | 631  | 643  | 654  |
|               | 2013 | 2015 | 2016 | 2017 | 2018 | 2019 | 2020 | 2021 | 2022 |